# Dortmund Hauptbahnhof
Dortmund Hauptbahnhof (vrij vertaald Dortmund Centraal Station, ook wel Dortmund Hbf) is het centrale station van Dortmund, Duitsland. Op dit station stoppen de ICE- en IC-treinen alsmede de S-Bahn Rhein-Ruhr. Daardoor heeft Dortmund directe verbindingen met onder meer Berlijn, Keulen, Hamburg, Frankfurt am Main, München alsmede met internationale bestemmingen als Bazel, Wenen, Innsbruck en Enschede.
De oorsprong van het station ligt in een samengevoegd station van de Köln-Mindener Eisenbahn en de Bergisch-Märkische Eisenbahn, dat in 1847 werd gebouwd ten noorden van het stadscentrum. Dit station werd in 1910 vervangen door een nieuw station op de huidige plaats. Door middel van verhogingen werden de vervoerstromen beter afgehandeld. Op het moment van opening was het een van de grootste stations van Duitsland. Het station werd echter vernietigd tijdens een geallieerde luchtaanval op 6 oktober 1944. De stationshal werd herbouwd in 1952. De glazen ruiten laten de toen belangrijkste beroepen van Dortmund zien.
Dortmund Hauptbahnhof is het op twee na grootste langeafstandknooppunt van Duitsland en een van de belangrijkste stations van Europa. Elke dag passeren 982 treinen, wat Dortmund het drukste treinstation van het Ruhrgebied maakt.
0,0: Köln Messe/Deutz ·
4,1: Köln-Buchforst ·
3,8: Köln-Mülheim ·
11,7: Leverkusen Mitte ·
28,5: Düsseldorf-Benrath ·
39,5: Düsseldorf Hbf ·
47,7: Düsseldorf Flughafen ·
49,2: Kalkum ·
63,1: Duisburg Hbf ·
70,7: Oberhausen Hbf ·
75,2: Essen-Frintrop ·
76,0: Essen-Dellwig ·
80,0: Station Essen-Bergeborbeck ·
82,1: Station Essen-Altenessen ·
85,1: Essen-Zollverein Nord ·
89,1: Gelsenkirchen Hbf ·
94,5: Wanne-Eickel Hbf ·
98,4: Herne ·
105,3: Castrop-Rauxel Hbf ·
110,3: Dortmund-Mengede ·
117,0: Dortmund Gbf ·
119,5: Dortmund Hbf ·
121,8: Dortmund Bbf ·
125,4: Dortmund-Scharnhorst ·
126,4: Dortmund-Flughafen ·
129,4: Dortmund-Kurl ·
131,6: Kamen-Methler ·
135,5: Kamen ·
142,0: Nordbögge ·
150,7: Hamm (Westf)
Dortmund Hbf ·
Dortmund-Kirchderne ·
Dortmund-Derne ·
Preußen ·
Lünen Hbf ·
Bork ·
Selm-Beifang ·
Selm ·
Lüdinghausen ·
Dülmen ·
Lette ·
Coesfeld (Westf) ·
Rosendahl-Holtwick ·
Legden ·
Ahaus ·
Epe ·
Gronau
Dortmund Hbf ·
Dortmund-Dorstfeld ·
Dortmund-Wischlingen ·
Dortmund-Dorstfeld Süd ·
Dortmund Universität ·
Dortmund-Oespel ·
Dortmund-Kley ·
Bochum-Langendreer ·
Bochum-Langendreer West ·
Bochum Hbf ·
Bochum-Ehrenfeld ·
Wattenscheid-Höntrop ·
Essen-Eiberg ·
Essen-Steele Ost ·
Essen-Steele ·
Essen Hbf ·
Essen West ·
Essen-Frohnhausen ·
Mülheim Hbf ·
Mülheim-Styrum ·
Duisburg Hbf ·
Duisburg Schlenk ·
Duisburg-Buchholz ·
Duisburg-Großenbaum ·
Duisburg-Rahm ·
Angermund ·
Düsseldorf Flughafen ·
Düsseldorf-Unterrath ·
Düsseldorf-Derendorf ·
Düsseldorf Zoo ·
Düsseldorf-Wehrhahn ·
Düsseldorf Hbf ·
Düsseldorf Volksgarten ·
Düsseldorf-Oberbilk ·
Düsseldorf-Eller Mitte ·
Düsseldorf-Eller ·
Hilden ·
Hilden Süd ·
Solingen Vogelpark ·
Solingen Hbf
Dortmund Hbf ·
Dortmund-Dorstfeld ·
Dortmund-Wischlingen ·
Dortmund-Huckarde ·
Dortmund-Westerfilde ·
Dortmund-Nette/Östrich ·
Dortmund-Mengede ·
Castrop-Rauxel Hbf ·
Herne
(>> Recklinghausen Süd ·
Recklinghausen Hbf) ·
Wanne-Eickel Hbf ·
Gelsenkirchen Hbf ·
(>> Gelsenkirchen-Rotthausen ·
Essen-Kray Nord ·
Essen Hbf) ·
Essen-Zollverein Nord ·
Essen-Altenessen ·
Essen-Bergeborbeck ·
Essen-Dellwig ·
Oberhausen Hbf · 
Duisburg Hbf